# 대원버스
대원버스(大元버스)는 대한민국 경기도 성남시를 근거지로 하는 KD운송그룹 소속 버스 운수 회사이다. 본사는 대한민국 경기도 성남시 분당구 구미동에 있으나 1부 차량은 광주시 소재 경기고속과 대원고속 인수분인 경기도 광주시 면허와 용인시 소재 경남여객 인수분인 경기도 용인시 면허로 되어 있다.

## 역사
2002년 부도로 폐업한 구 경기교통의 일부 노선을 양수하여 2003년 7월 1일에 설립되었다.

## 현황
2021년 1월 기준이다.
| 운행업체               | 보유 노선수 | 보유 노선수 | 보유 노선수 | 보유 노선수 | 보유 노선수 | 등록 대수 | 등록 대수 | 등록 대수 | 등록 대수 | 등록 대수 |
| ---------------------- | ----------- | ----------- | ----------- | ----------- | ----------- | --------- | --------- | --------- | --------- | --------- |
| 운행업체               | 노선 합계   | 광역급행    | 직행좌석    | 일반좌석    | 시내일반    | 대수 합계 | 광역급행  | 직행좌석  | 일반좌석  | 시내일반  |
| 대원버스 (용인시) (KD) | 4           | -           | 4           | -           | -           | 52        | -         | 52        | -         | -         |
| 대원버스 (성남시) (KD) | 22          | -           | 15          | -           | 7           | 314       | -         | 153       | -         | 161       |

## 운행 노선

### 도시형버스
- ● 3-1번: 하남 · 광주교육청 ↔ 사기막골 (이 노선은 경기고속, 대원고속에서 이관 받은 노선이다.)[3]
- ● 101번 : 오리역 ↔ 잠실광역환승센터
- ● 103번: 도촌동 ↔ 사당역 (2011년 6월 30일 형간 전환. (구) 9006번 직행좌석버스)
- ● 300번: 오리역 ↔ 곤지암터미널 (이 노선은 경기고속에서 이관 받은 노선이다.)
- ● 310번: 오리역 ↔ 기업성장센터 (2021년 6월 11일 신설)
- ● 375번: 사송동공영차고지 ↔ 산운마을12단지 (2023년 10월 30일 신도양에서 75번 마을버스 이관, 번호 변경 및 일반버스로 전환)
- ● 390번: 사송동공영차고지 ↔ 동백지구 (초당역)
- ● 395번: 구미동차고지 ↔ 판교역동편 (2025년 7월 1일 개통)
- ● 720-1A번: 오리역 ↔ 남한산성입구 (2019년 7월 8일 성남시 구간만 운행으로 변경. 이 노선은 경기고속에서 이관 받은 노선이다.)
- ● 811번 : 도촌동 ↔ 수진역 (성남시민버스의 파산 신청으로 2022년 7월 18일 이관 및 일반버스로 전환)

### 직행좌석버스
- ● 102번 : 단국대학교 ↔ 건대입구역
- ● 333번: 사기막골 ↔ 안양역 (이 노선은 대원고속에서 이관 받은 노선이다. 남한산성입구, 모란역 경유)[3]
- ● 1151번: 오산리 ↔ 신논현역 (구 1005-5번 -> 1006번 -> 8151번, 대원여객 지선버스 1151번 (폐선)과 무관, 2020년 11월 2일 경기도 공공버스로 전환되어 용인시 면허로 변경)
- ● 1241번: 청덕중고교 ↔ 신논현역 (2013년 2월 6일 형간전환. (구) 2002-1번 -> 8241번 간선급행버스, 2020년 11월 2일 경기도 공공버스로 전환되어 용인시 면허로 변경)[3]
- ● 3100번: 기업성장센터 ↔ 오포우림아파트 (2021년 6월 14일 신설)
- ● 3330번: 도촌동차고지 ↔ 안양역 (기존 333번 분리 신설. 야탑역, 이매역 경유)
- ● 4103번: 대장지구 ↔ 서울역 버스 환승센터
- ● G8110번: 오리역 ↔ 종각역.종로2가
- ● 6900번: 광교차고지 ↔ 잠실역 (이 노선은 2018년 11월 26일 대원고속으로부터 양도받은 노선이다. 구 1115-5번 -> 8202번)
- ● 9003번: 한국학중앙연구원 ↔ 서울역 버스 환승센터(판교도서관, 순천향대학교병원 경유)
- ● 9004번: 한국학중앙연구원 ↔ 신논현역
- ● 9007번: 한국학중앙연구원 ↔ 서울역 버스 환승센터(판교역, 고속터미널역 경유)
- ● 9200번: 위례신도시 ↔ 서울역 버스 환승센터 (2019년 1월 7일부터 신설노선이다.)
- ● 9300번: 도촌동차고지 ↔ 서울역 버스 환승센터 (이 노선은 대원고속에서 이관 받은 노선이다. 평일 아침 동판교지구 입주민들의 교통편의를 위해 서울역 버스 환승센터 방향에 한해서 2회 맞춤버스를 운행한다. (구) 8130번 간선급행버스)
- ● 9400번: 사기막골 - 강남역 (2020년 1월 20일 신설노선)
- ● 9407번: 구미동차고지 ↔ 압구정동(구 성남시내버스 1111번, 이 노선은 2020년 10월 30일 대명운수에서 양도받은 노선이다.)
- ● 9800번: 사기막골 ↔ 강남역

## 미운행 노선 (폐선 또는 타 회사로 이관 노선 및 형간 전환 노선 포함)
도시형버스
- ● 5번: 한국학중앙연구원 ↔ 마천역 (이 노선은 경기고속에서 이관 받은 노선이다, 코로나바이러스감염증-19로 인해 2020년 3월 11일부로 운행이 중단되었다)[3]
- ● 70번: 사기막골 ↔ 중랑공영차고지 (이 노선은 대원고속에서 이관 받은 노선이다, 2022년 1월 1일부로 운행중지)[3]
- ● 70-1번: 사기막골 ↔ 잠실역 (2005년 폐선. 이 노선은 대원고속에서 이관 받은 노선이다.)[3]
- ● 303번: 오리역 ↔ 안양역 (이 노선은 대원고속에서 이관 받은 노선이었지만 2011년 6월 1일 부로 경기고속으로 노선이 재이관 되었으며 현재는 안양역에서 관양중학교로 노선이 단축되어 관양중학교까지만 운행한다.)[3]
- ● 310번: 오리역 ↔ 사송동공영차고지
- ● 320번: 광교신도시 (수원 연화장 입구) ↔ 태평역 (삼정 그린뷰A)(2012년 3월 1일 대원고속 500번과 통합)
- ● 360번: 광주터미널 ↔ 한국학중앙연구원
- ● 370번: 오리역 ↔ 한국학중앙연구원
- ● 500번: 광교신도시 웰빙타운 ↔ 태평역 (삼정그린뷰@) (이 노선은 경기고속에서 이관 받은 노선이었지만 2011년 8월말 경 대원고속으로 노선이 재이관 되었다.)
- ● 501번: 사송동공영차고지 ↔ 사기막골
- ● 550번: 창곡동 ↔ 잠실역 (2011년 9월 2일 부로 폐선. 이 노선은 경기고속에서 이관 받은 노선이다.)

직행좌석버스
- ● 1001번: 동백지구 ↔ 잠실역 (청덕리 물푸레마을 및 강남대학교 미경유, 어정가구단지 경유. 이 노선은 경남여객에서 이관 받은 노선이다. 2011년 6월 20일 도시형버스 101번으로 형간 전환.)[3]
- ● 1002번: 판교제2테크노밸리 ↔ 건대입구역 (이 노선은 대원고속에서 이관 받은 노선이다, 수요 감소로 인하여 2019년 10월 12일에 폐선되었다.)
- ● 1121번: 오리역 ↔ 신논현역 (구. 8121번 간선급행버스, 신분당선 개통으로 인한 승객 수요 감소로 인한 폐선)[3]
- ● 1005-5번: 율동공원 ↔ 광화문역 (2005년 대원고속에서 이관 받은 노선이었으나, 2007년 대원고속으로 재이관. 2008년 10월 8151번 간선급행버스로 변경후 2009년 7월 15일 현 1151번 직행좌석버스로 노선 및 번호 변경하여 운행 중.)
- ● 1251번: 기흥구청 ↔ 신논현역 (2012년 7월 10일 형간전환, 2019년 5월 4일 폐선. 간선급행버스였던 (구) 8251번과 노선은 같으나 성남시내 정류소를 정차하며, 판교 나들목에서 경부고속도로로 진입하였다.)
- ● 2002번: 동백지구 ↔ 신논현역 (2010년 2월 3일 폐선, 당시 강남대학교. 기흥구청. 구갈동 경유. 이 노선은 경남여객에서 이관 받은 노선이다.)[3]
- ● 2002-1번: 동백지구 ↔ 신논현역 (청덕리 물푸레마을 경유, 강남대학교 미경유. 이 노선은 경남여객에서 이관 받은 노선이지만 2011년 10월 29일 간선급행버스 8241번으로 형간 전환후 1241번 직행좌석버스로 전환.)[3]
- ● 2003번: 동백지구 ↔ 정자역 (2012년 3월 1일 폐선, 청덕리 물푸레마을 및 강남대학교 미경유, 마북동 교동마을 및 죽전1동사무소 경유. 기존 2002번 분리 신설.)
- ● 8131번: 무지개마을사거리 ↔ 신논현역 (간선급행버스, 2014년 7월 16일부로 대원고속 간선급행버스 8101번에 통폐합, 이 노선은 경기고속에서 이관 받은 노선이다.)
- ● 8133번: 상대원1동 행정복지센터 ↔ 건대입구역 (간선급행버스, 2010년 1월 4일 폐선.)
- ● 8241번: 청덕지구 ↔ 신논현역 (2013년 2월 6일 직행좌석버스 1241번으로 형간 전환)[3]
- ● 8251번: 기흥구청 ↔ 신논현역 (2012년 7월 10일 직행좌석버스 1251번으로 형간 전환 및 성남시 정류장 정차)
- ● 9005번: 한국학중앙연구원 ↔ 잠실역 (이용률 저조로 폐선)
- ● 9006번: 도촌동차고지 ↔ 사당역 (2011년 6월 30일 도시형버스 103번으로 형간 전환.)
- ● 9414번: 단국대학교 ↔ 한국종합무역센터 (이 노선은 대원고속에서 이관 받은 노선이다. 2019년 7월 13일 폐선)

## 보유 차량
자일대우버스
- NEW BS090
- NEW BS106
- NEW BS110
- FXⅡ116 크루징 애로우
- FX116 하모니

현대자동차
- 일렉시티
- 뉴 프리미엄 유니버스 프라임
- 뉴 프리미엄 유니버스 엘레강스 FCEV

CHTC 킨윈
- 에픽시티

볼보버스
- 볼보 B8RLE

## 사진

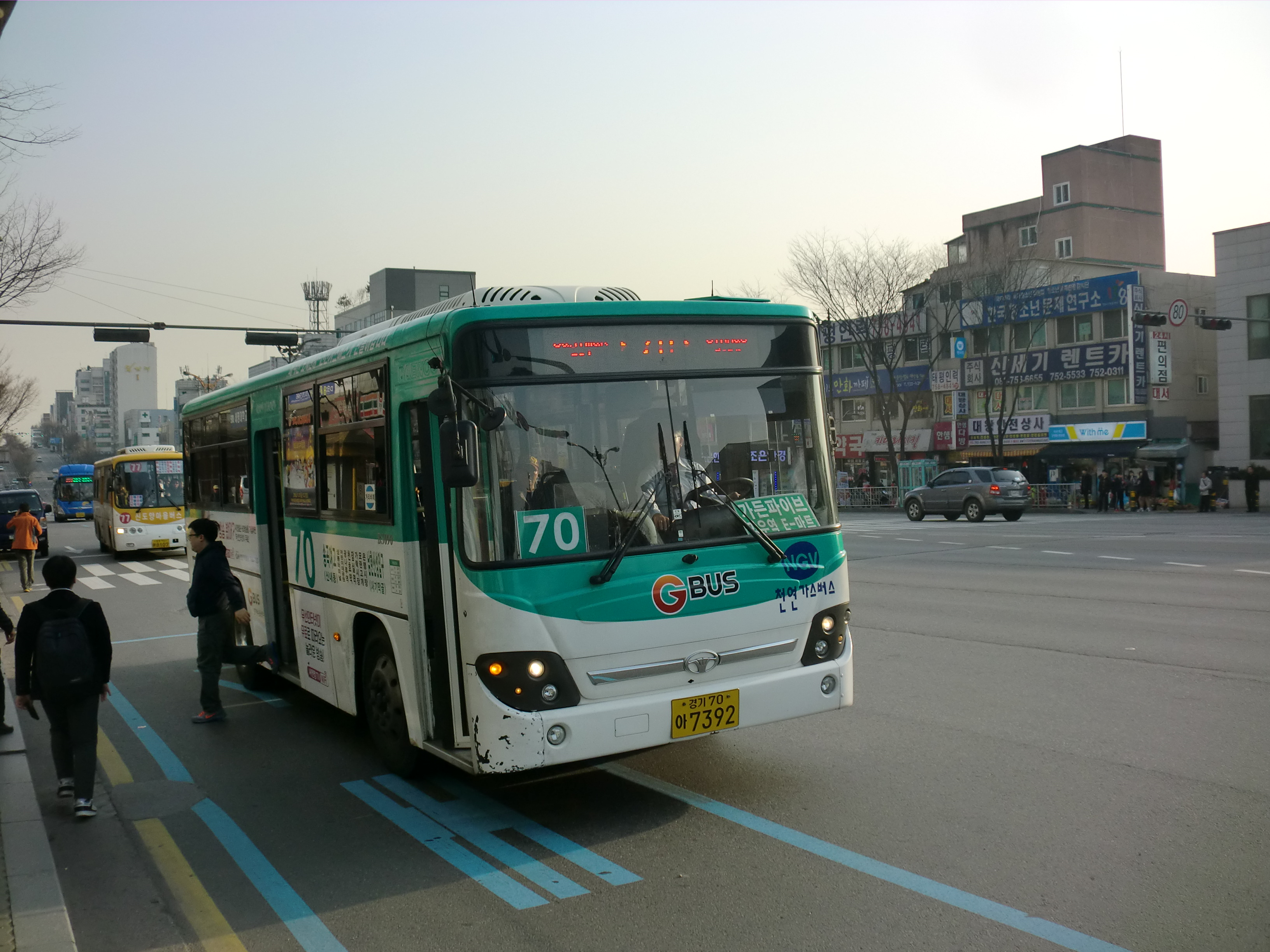
성남시내버스 70번
성남좌석버스 102번
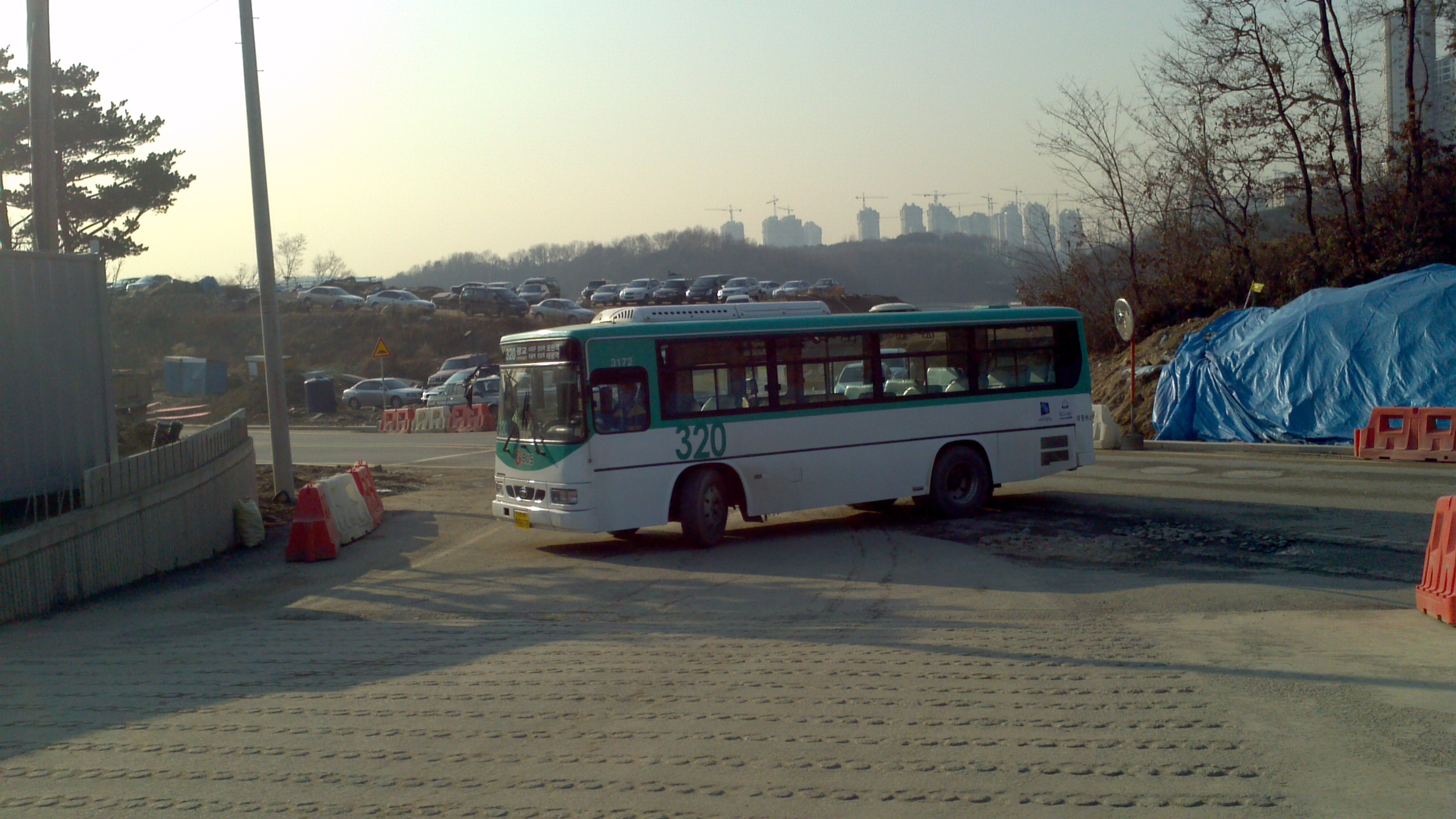
성남시내버스 구 320번
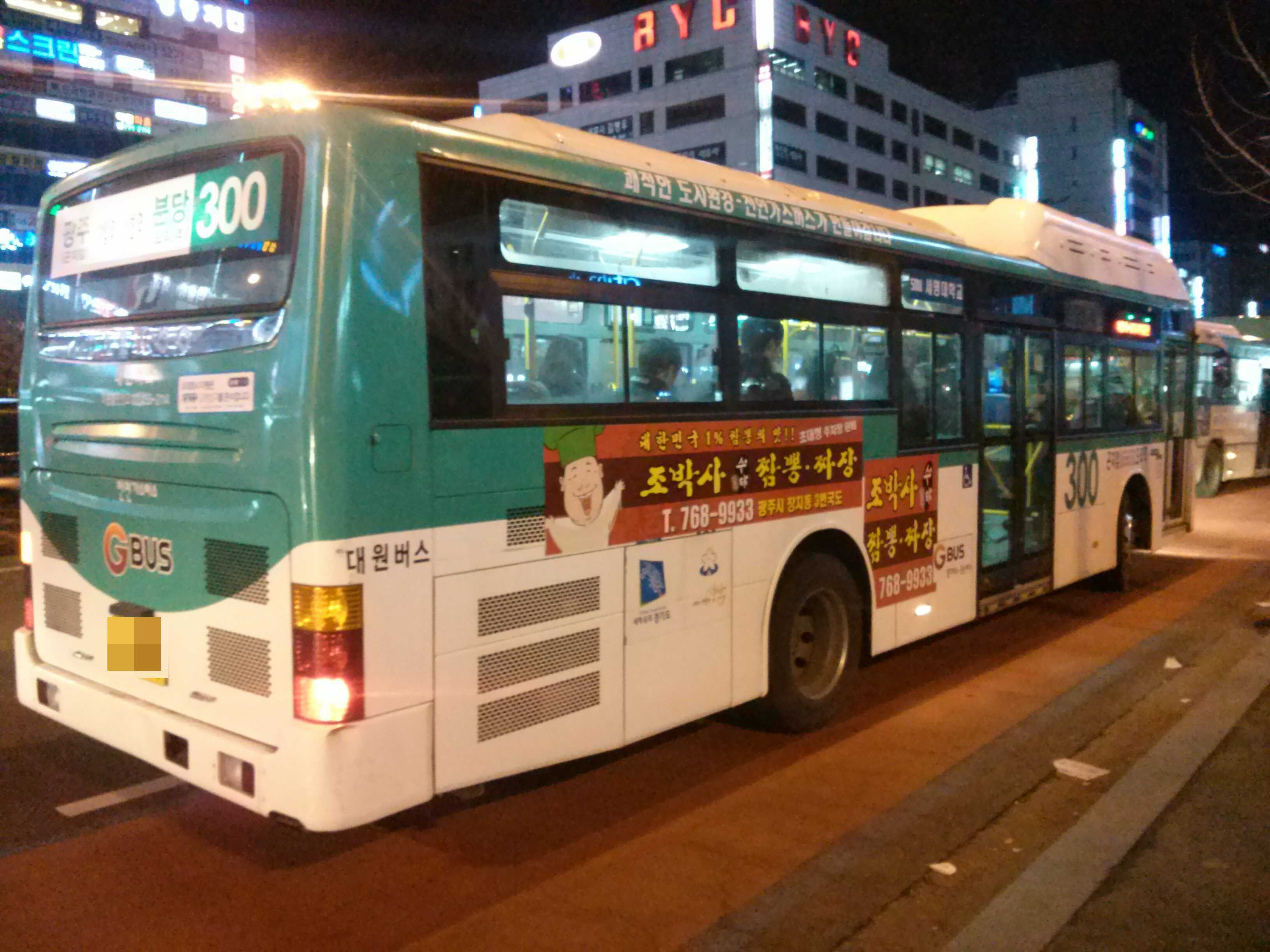
성남시내버스 300번
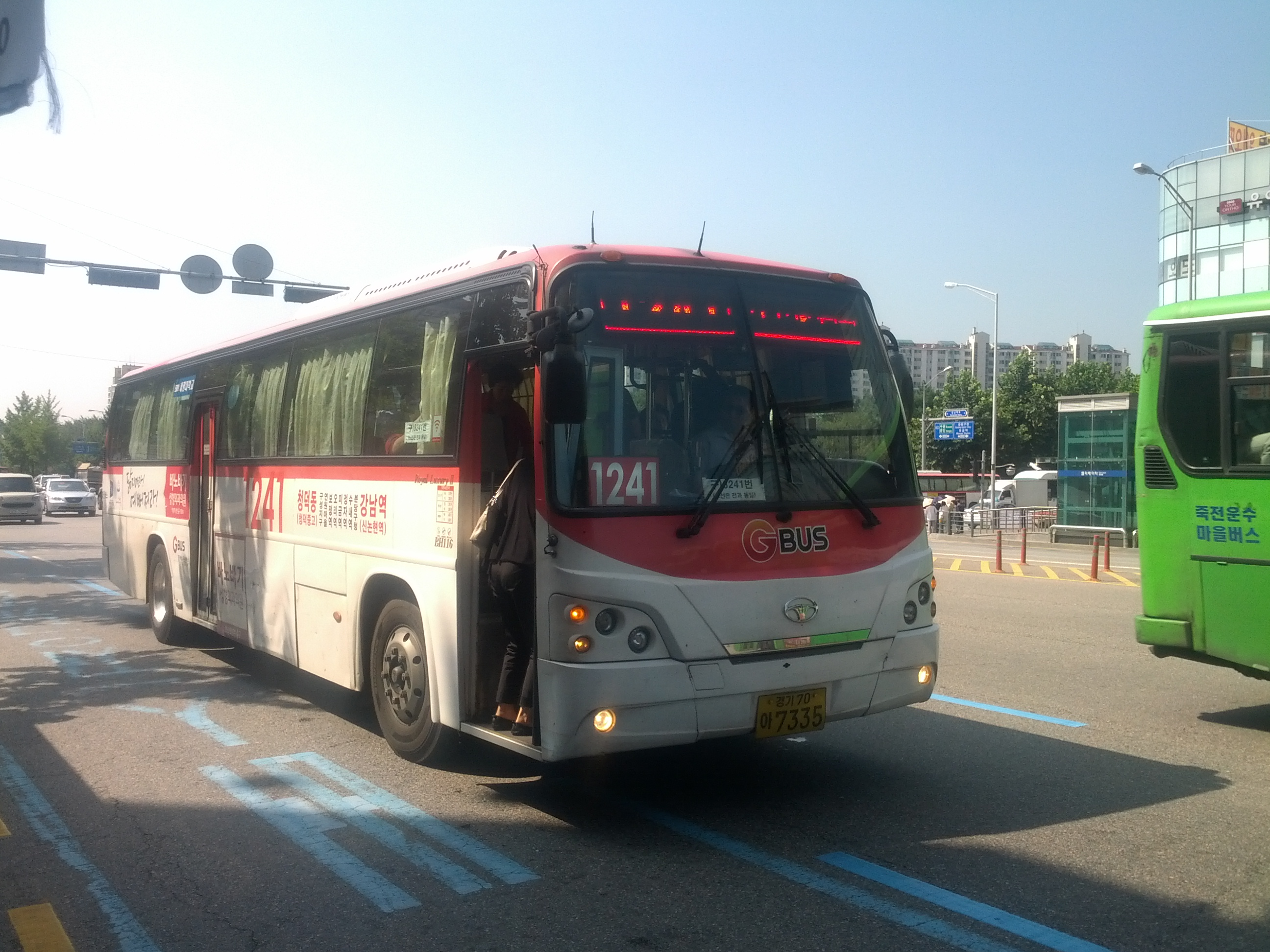
성남좌석버스 1241번
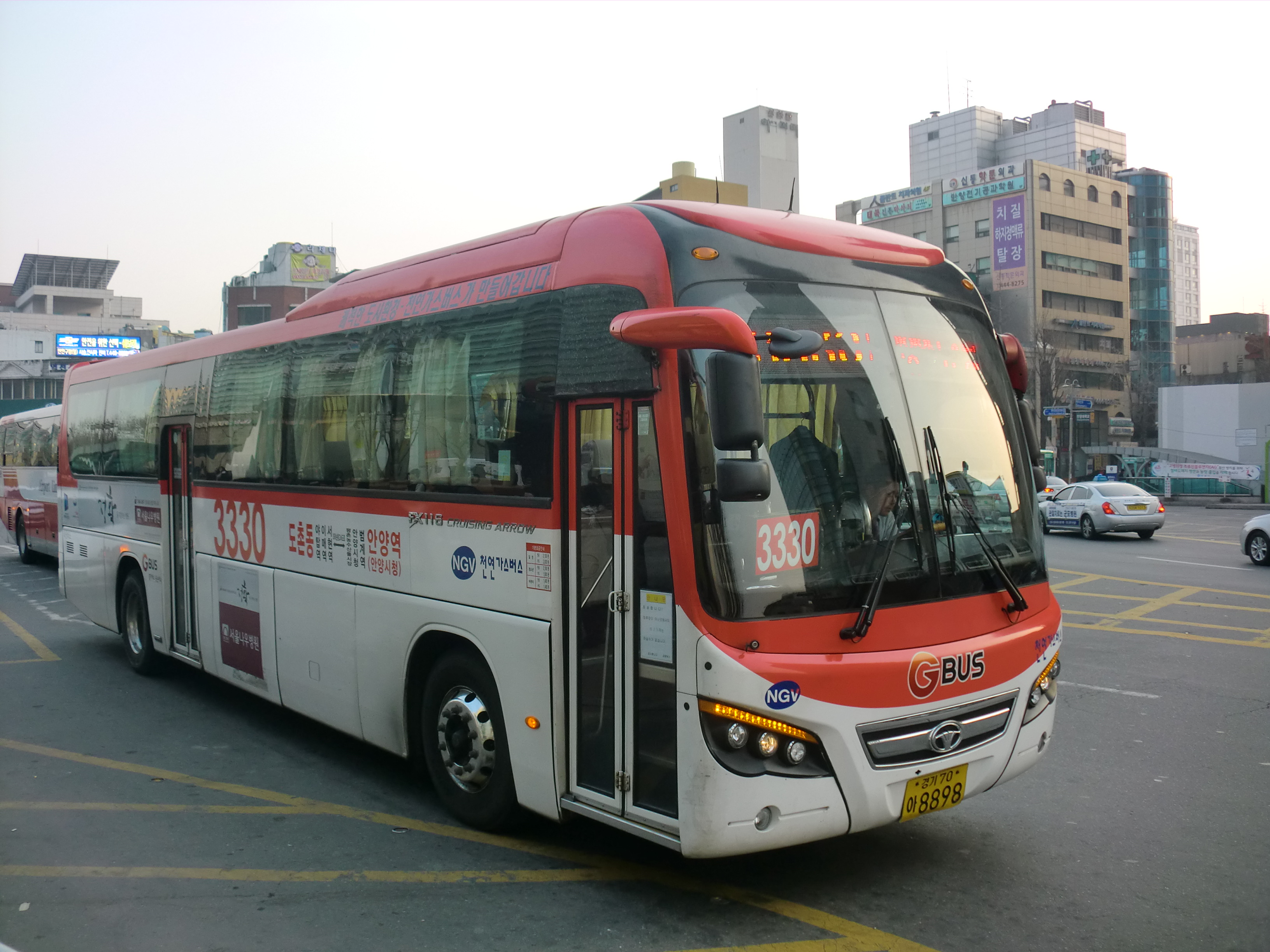
성남좌석버스 3330번
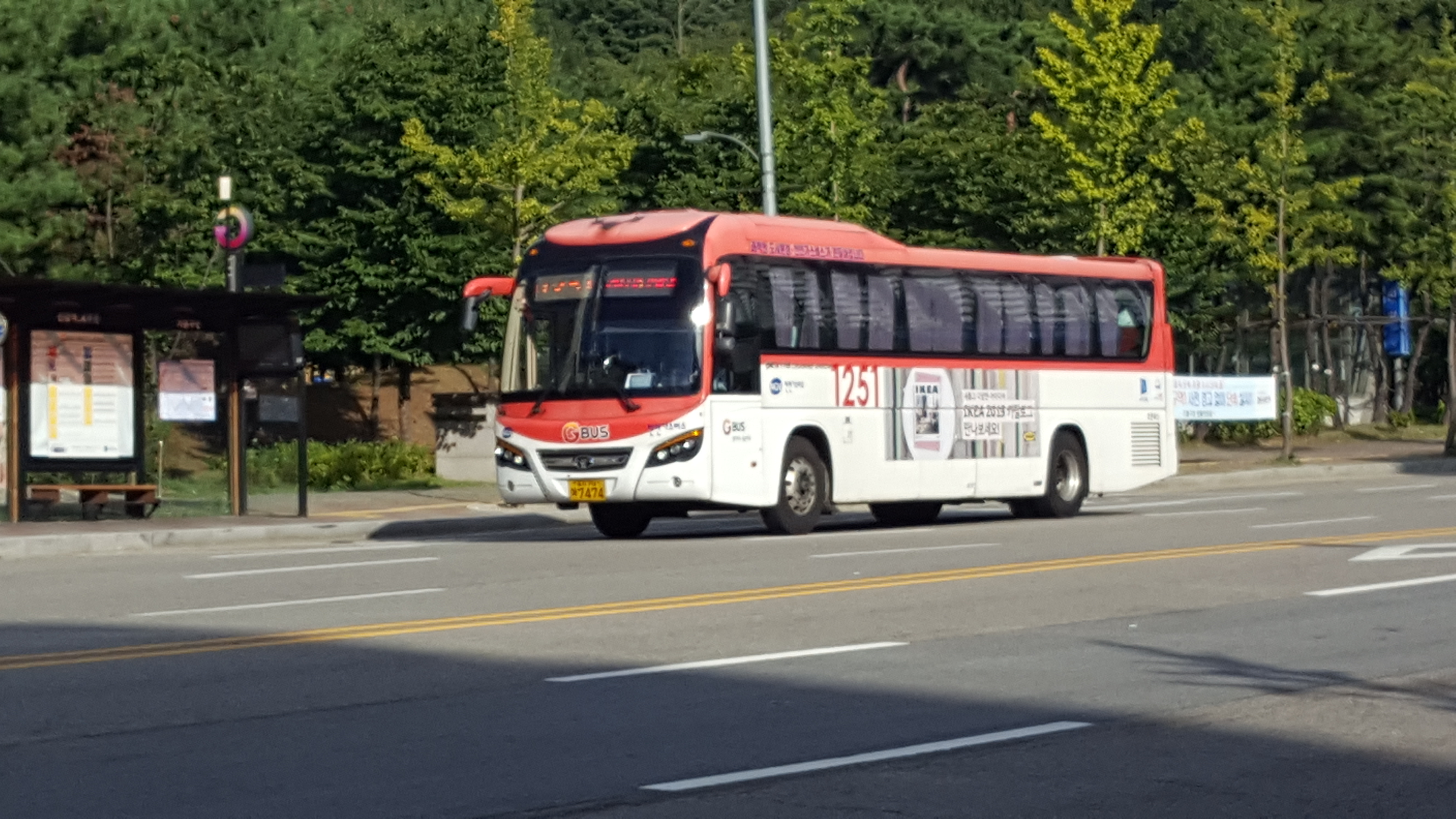
성남좌석버스 구 1251번
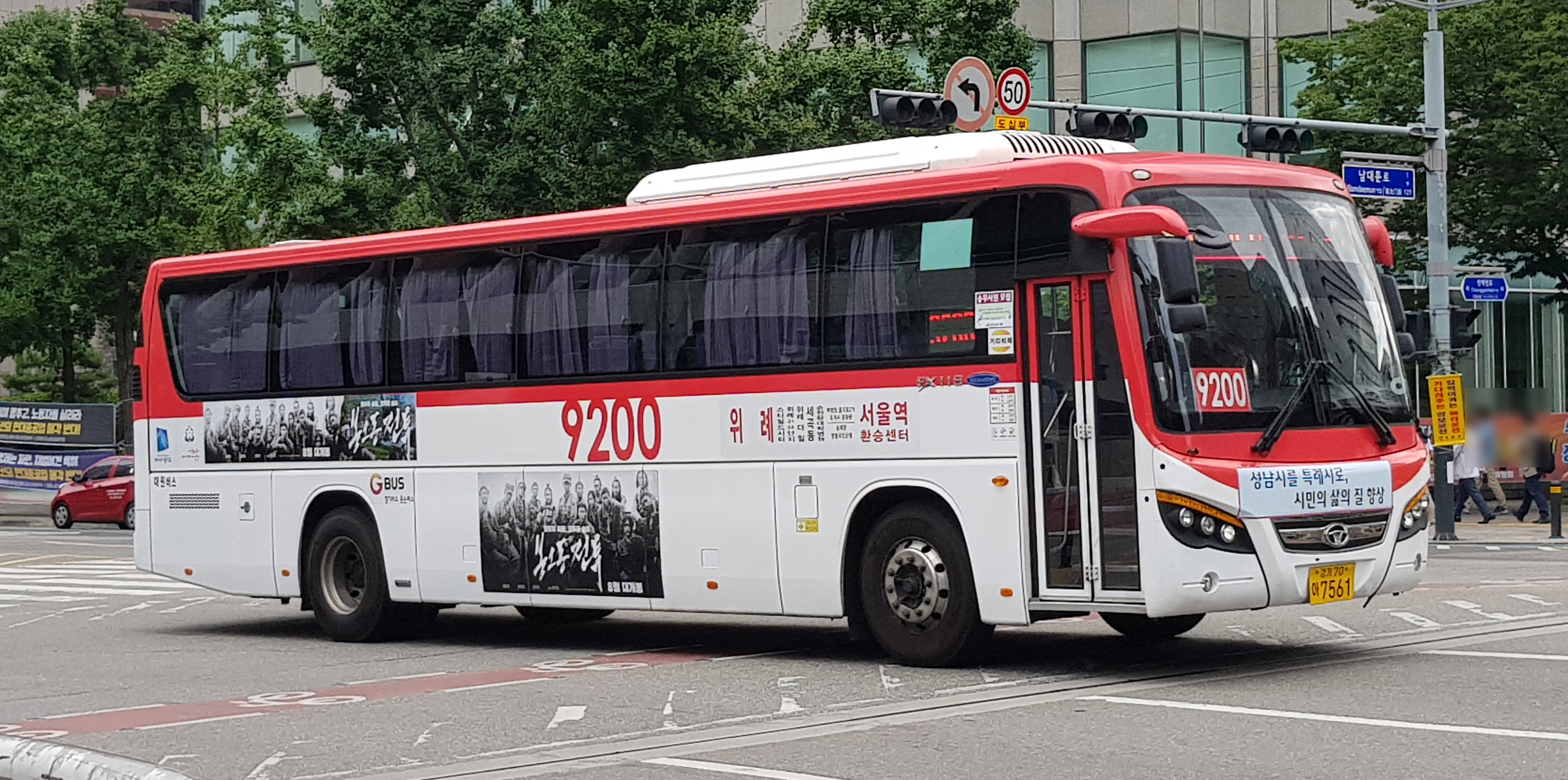
성남좌석버스 9200번
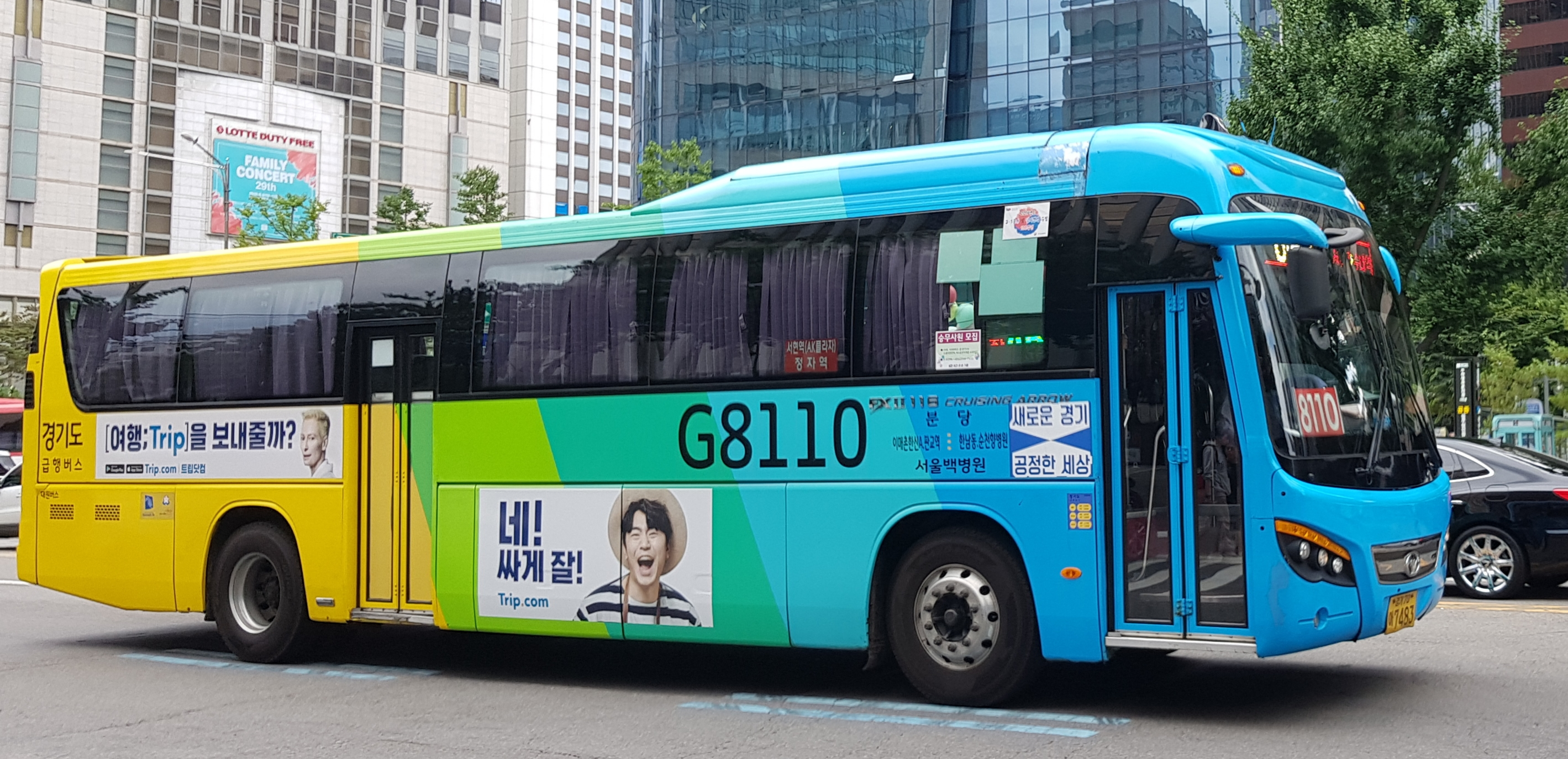
성남급행버스 G8110번